# Amechana nobilis
Amechana nobilis là một loài bọ cánh cứng trong họ Cerambycidae.